# Old Nik
Old Nik јe epizoda seriјala Mali rendžer (Kit Teler) obјavljena u Lunov magnus stripu br. 155. Epizoda јe premijerno u bivšoj Jugoslaviji objavljena u julu 1975. godine. Koštala je 6 dinara (0,34 $; 0,85 DEM). Imala je 119 strana. Izdavač јe bio Dnevnik iz Novog Sada. Epizodu je nacrtao Frančesko Gamba, a scenario napisao Andrea Lavezolo.

## Originalna epizoda
Ova epizoda je objavljena je u svesci pod nazivom La legge di lynch, koja izašla јe premijerno u Italiјi u izdanju Sergio Bonnelli Editore u avgustu 1968. godine pod rednim broјem 57. Koštala јe 200 lira (0,32 $; 1,27 DEM).

## Kratak sadržaj
Banda koja je napala diližansu za Arlington napušta mesto događaja nakon što je šestoro ljudi izgubilo život. Za to vreme, karavana Holenhoferovih koji teraju krdo stoke za Arlington presreću dvojica lutalica po imenu Old Nik i Old Ben. Kit je čuo za njih iz priče Ani 4 Pištolja. Međutim, Ben i Nik su prepoznali Kita iz novinskih tekstova, ali odlučuju da mu o tome ništa ne kažu. Dok arlingtonski šerif organizuje poteru za banditima koji su napali diližansu, banda dolazi u napušteni Arlington i pljačka banku Kenet. Jedan od bandita se meša sa masom i krivicu svaljuje na Holenhoferove, koji tek treba da stignu u gradić. Stanovnici traže krivce i slučajno nailaze na Vilhelma Holenhofera, strica braće Holenhofer, koji se oporavlja od udarca u glavu. Besni zbog pljačke stanovnici pripremaju Vilhelmov linč. Na lice mesta u poslednji čas pristižu O Hara i Brendi Džim, koji spašavaju Vilhelma.

## Reprize
Ova epizoda je već dva puta reprizirana u Hrvatskoj. Prvi put u izdanju kuće Van Gogh 17.08.2011. godine. Cena je bila 39 kuna (5,5 €). Drugi put u izdanju Ludensa u br. 28. Zakon linča (23.11.2018). Cena svake sveske je bila 39 kuna (5,3 €). U Srbiji epizode Malog rendžera još nisu reprizirane.

## Prethodna i naredna epizoda
Prethodna sveska Malog rendžera u LMS bila je Zakon linča (#154), a naredna Sarkofag u špilji (#158), koja ujedno predstavlja i nastavak epizode započete u #154. Redakcija Dnevnika je zamenila originalnu naslovnu stranu i naslov epizode sa narednom epizodom. Ova epizoda se zapravo zove Zakon linča i ima naslovnu stranicu koju je redakcija stavila u #154, dok je prethodna epizoda trebalo da ima naslovnu stranu i naziv ove epizode. Konfuzija je verovatno izazvana činjenicom da se Old Nik pojavljuje, a pokušaj linča Vilhelma Holenhofera događa tek u ovoj svesci.